# اودا نوبوکاتسو

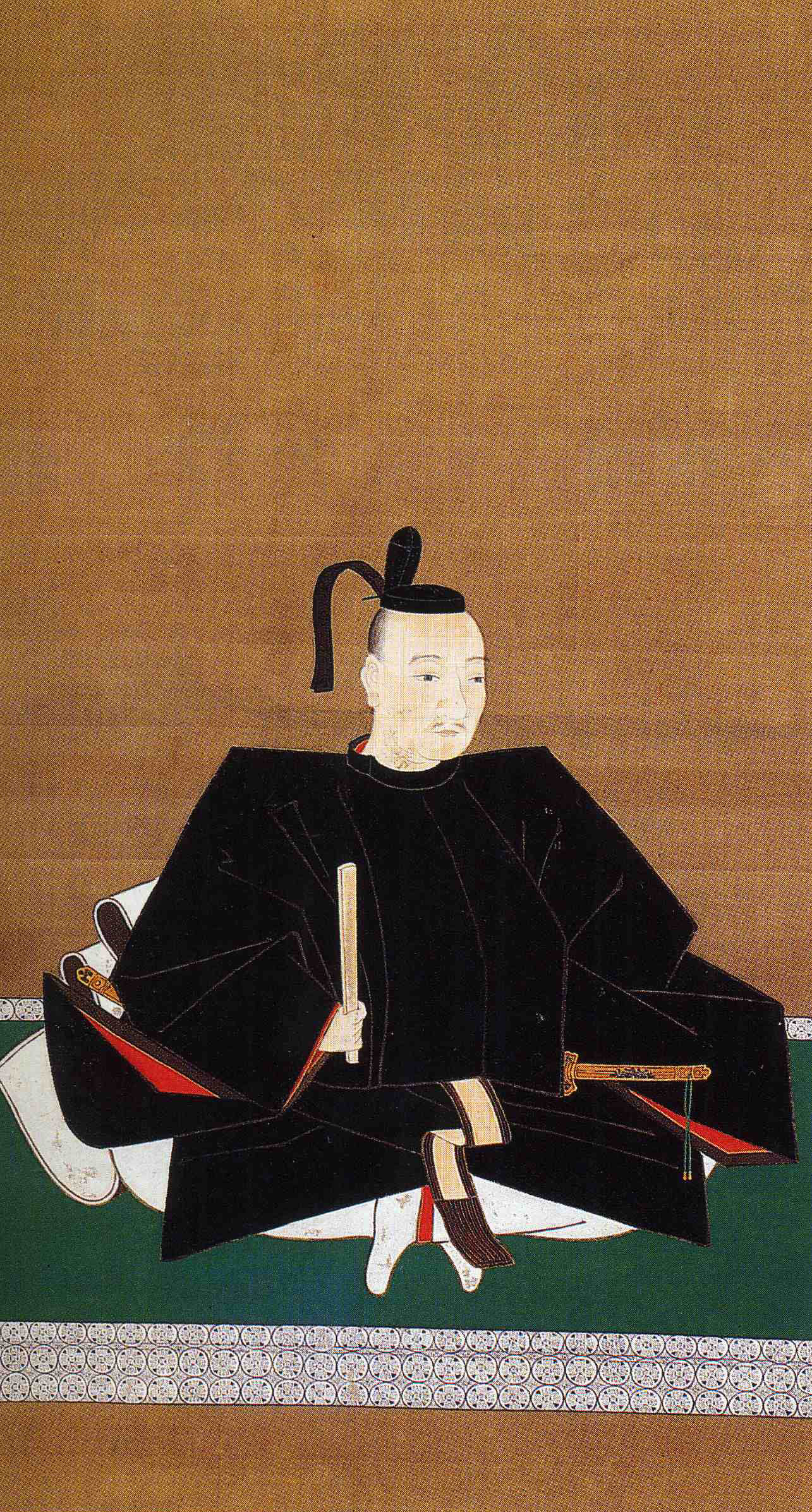
اودا نوبوکاتسو

اودا نوبوکاتسو (به ژاپنی: 織田 信雄 Oda Nobukatsu) (۱۵۵۸–۱۶۳۰) یک سامورایی در دوره آزوچی-مومویاما و دومین پسر اودا نوبوناگا بود. نام مادر وی ایکوما کیتسونو بود. کیستونو به عنوان محبوبترین همسر نوبوناگا شهرت دارد. علاقهٔ نوبوناگا به کیستونو از آنجا مشخص می‌شود که قبل از اینکه پسر دوم او نوبوکاتسو به دنیا بیاید در واقع کمی قبل پسری بنام اودا نوبوتاکا (۱۵۵۸–۱۵۸۳) از همسر غیراصلی دیگر او بنام ساکاشی به دنیا آمده بود اما نوبوناگا پسر کیتسونو را مقدم قرار داد و به عنوان پسر دوم خود اعلام کرد. این دو پسر پس از مرگ نوبوناگا به دشمنی یکدیگر درآمدند و نوبوکاتسو برادرش نوبوتاکا را مجبور به خودکشی کرد. علت این دشمنی احتمالاً از همین جابجای نوبت تولد سرچشمه گرفته‌است. برادر بزرگ او نیز بنام نوبوتادا که به عنوان جانشین پدر تربیت شایسته‌ای یافته بود قبل از آن در حادثه معبد هوننو (۱۵۸۲) همزمان با پدر خود نوبوناگا هاراکیری کرده بود.
بنابر فرضیه سوزاندن قلعه آزوچی، اقامتگاه نوبوناگا، پس از حادثه معبد هوننو توسط اودا نوبوکاتسو انجام شده‌است.

## خانواده
- پدر: اودا نوبوناگا (۱۵۳۶–۱۵۸۲)
- برادران:
  - اودا نوبوتادا (۱۵۵۷–۱۵۸۲)
  - اودا نوبوکاتسو (۱۵۵۸–۱۶۳۰)
  - اودا نوبوتاکا (۱۵۵۸–۱۵۸۳)
  - هاشیبا هیده‌کاتسو  (۱۵۶۷–۱۵۸۵)
  - اودا کاتسوناگا‏(۱۵۶۸–۱۵۸۲)
  - اودا نوبوهیده (۱۵۷۱–۱۵۹۷)
  - اودا نوبوتاکا (۱۵۷۶–۱۶۰۲)
  - اودا نوبویوشی (۱۵۷۳–۱۶۱۵)
  - اودا نوبوسادا (۱۵۷۴–۱۶۲۴)
  - اودا نوبویوشی (مرگ ۱۶۰۹)
  - اودا ناگاتسوگو (مرگ ۱۶۰۰)
  - اودا نوبوماسا (۱۵۵۴–۱۶۴۷)
- خواهران:
  - توکوهیمه (۱۵۵۹–۱۶۳۶)
  - فویوهیمه (۱۵۶۱–۱۶۴۱)
  - هیده‌کو (مرگ ۱۶۳۲)
  - ای هیمه (۱۵۷۴–۱۶۲۳)
  - هون‌این
  - سان نو مارو دونو (مرگ ۱۶۰۳)
  - تسوروهیمه (همسر ناکاگاوا هیده‌ماسا)